# نيكولز
نيكولز (بالإنجليزية: Nicholls, Georgia)‏ هي مدينة تقع في مقاطعة كوفي، جورجيا بولاية جورجيا في الولايات المتحدة. تبلغ مساحة هذه المدينة 4 (كم²)، وترتفع عن سطح البحر 58 م، بلغ عدد سكانها 3473 نسمة في عام 2010 حسب إحصاء مكتب تعداد الولايات المتحدة.

## أعلام
- أدريان غريدي

## وصلات خارجية
- Cities & Counties - Georgia.gov